# Gongylidium soror
Gongylidium soror är en spindelart som beskrevs av Thaler 1993. Gongylidium soror ingår i släktet Gongylidium och familjen täckvävarspindlar.
Artens utbredningsområde är Italien. Inga underarter finns listade i Catalogue of Life.